# Estniska koalitionspartiet
Estniska koalitionspartiet, estniska: Eesti Koonderakond, var ett socialliberalt politiskt parti i Estland mellan 1991 och 2002. 
Partiet bildades i samband med Estlands självständighet från Sovjetunionen av tidigare medlemmar av nomenklaturan i Estland, som stödde en övergång till en social marknadsekonomi. Tiit Vähi, en av partiets grundare och partiledare mellan 1993 och 1997, var Estlands premiärminister 1992 och 1995–1997, och efterträddes av Mart Siimanns regering 1997–1999. Partiet hade från 1998 observatörsstatus i Liberala internationalen.
Partiet gick kraftigt tillbaka i valet till Riigikogu 1999 och gick i opposition. Partiet splittrades därefter 2000 och upplöstes 2002.

## Partiledare
- 1991–1992: Jaak Tamm
- 1992–1993: Peeter Lorents
- 1993:      Riivo Sinijärv
- 1993–1997: Tiit Vähi
- 1997–1999: Mart Siimann
- 1999–2000: Andrus Öövel
- 2000–2002: Märt Kubo